# Similosodus signatus
Similosodus signatus là một loài bọ cánh cứng trong họ Cerambycidae.